# Baláže
Baláže (in tedesco Lipscherseifen o Liptschitzerhütten, in ungherese Balázs) è un comune della Slovacchia ubicato nel distretto di Banská Bystrica, facente parte della regione omonima.
Del comune di Baláže fa parte la frazione di Kalištie (in tedesco Kallischtier Meisterschaft, in ungherese Kallós).

## Storia
Il villaggio sorse nel 1529 come piccolo centro siderurgico per la fusione dei metalli estratti nell'area. Numerose fucine vennero, infatti, installate nel paese dalle ricche famiglie di Banská Bystrica che lo possedettero fino al 1546: Kolmann, Lang, Glocknitzer, Petermann, Königsberg e i ricchi Thurzo – Fugger. Questi ultimi, nel 1546 vendettero le fucine alla Camera Mineraria di Banská Bystrica.